# Palais de Mari
Palais de Mari is een compositie van Morton Feldman uit 1986; het was zijn laatste complete werk voor piano solo.
Het werk is in opdracht geschreven van pianist Bunita Marcus en opgedragen aan de schilder Francesco Clemente, in wiens werkplaats dan ook de première plaats had. Inspiratie voor dit werk verkreeg Feldman tijdens een bezoek aan het Louvre te Parijs, alwaar hij een foto van het Paleis van Mari zag. Feldman heeft een reconstructie van het paleis proberen weer te geven in zijn werk. Het komt er dus op neer, dat de compositie niet weergeeft wat er is, maar weergeeft wat er zou geweest kunnen zijn; een soort contourschets.
Dat blijkt ook uit de toonzetting. Het hele werk is geschreven in de dynamiek pianississimo (ppp), en het sustainpedaal van de piano blijft zo te horen constant naar beneden. Dat geeft een idee dat alle noten legato gespeeld wordt terwijl tenuto gespeeld wordt. Bij de vertaling van de foto naar de compositie is dit een optimaal gebruik van de piano; een compleet afgedekt geheel, terwijl het paleis al lang niet meer in zijn originele staat verkeert.
Het werk bestaat uit slechts een deel, dat ongeveer 26 minuten duurt. Als in andere composities is er sprake van minimale muziek, uiterst zachte muziek met spaarzaam gebruik van het instrument. Zo te horen kan iedereen dit werk spelen, want het klinkt simpel. Daarentegen is uitvoering lastig want men moet geduldig zijn, zowel solist als publiek. Schijnbaar gebeurt er niets in het werk, maar na meerdere keren beluisteren valt op dat dat alleen maar zo lijkt. Heel kleine thema's komen en gaan, komen en gaan...

## Bron
- Uitgave Kairos